# Cordillera Douglas
La cordillera Douglas es una cordillera de afiladas crestas, con picos que se elevan a 3.000 metros, extendiéndose 120 km en dirección noroeste-sureste desde el Monte Nicolás hasta el Monte Edred y formando un pronunciado escarpe al este de la isla Alejandro I dentro del Territorio Antártico Británico, que domina la parte norte del Canal Jorge VI.
El Monte Nicolás fue avistado a distancia ya en 1909  por la Expedición Antártica Francesa al mando de Jean-Baptiste Charcot. Lincoln Ellsworth observó toda la extensión de la cordillera en su vuelo transantártico del 23 de noviembre de 1935, y su escarpe este fue cartografiado por primera vez a partir de fotos aéreas tomadas por W.L.G. Joerg. La cara este de la cordillera fue estudiada desde cerca del Canal Jorge VI por la Expedición Británica a la Tierra de Graham en 1936 y fue revaluada por la Investigación Antártica Británica en 1948-50. La cordillera completa, incluidas las laderas occidentales, se cartografió en detalle a partir de fotos aéreas tomadas por la Expedición de Investigación Antártica Ronne, 1947-48 y por Searle de la FIDS en 1960.
La cordillera Douglas fue bautizada por la Expedición Británica a la Tierra de Graham  (BGLE) en 1934-37, por el vicealmirante Sir Percy Douglas, presidente del Comité Asesor de la BGLE, miembro del Comité de Descubrimiento desde 1928 hasta su muerte en 1939, anteriormente hidrógrafo de la Royal Navy.
| Nombre de Montaña | Coordenadas                        | Altura  | Comentarios                                                                                   |
| ----------------- | ---------------------------------- | ------- | --------------------------------------------------------------------------------------------- |
| Monte Nicholas    | 69°22′S 69°50′O / -69.367, -69.833 | 1,465 m | La montaña más al Norte de la cordillera Douglas                                              |
| Monte Spivey      | 69°31′S 69°50′O / -69.517, -69.833 | 2,135 m |                                                                                               |
| Monte Huckle      | 69°38′S 69°48′O / -69.633, -69.800 | 2,500 m |                                                                                               |
| Monte Stephenson  | 69°49′S 69°43′O / -69.817, -69.717 | 2,987 m | La cumbre más alta de la cordillera Douglas, también el punto más alto de la isla Alejandro I |
| Monte Egbert      | 69°57′S 69°37′O / -69.950, -69.617 | 2,895 m | La segunda cumbre más alta de la cordillera Douglas                                           |
| Monte Ethelwulf   | 70°2′S 69°34′O / -70.033, -69.567  | 2,590 m |                                                                                               |
| Monte Ethelred    | 70°4′S 69°29′O / -70.067, -69.483  | 2,470 m |                                                                                               |
| Monte Athelstan   | 70°10′S 69°16′O / -70.167, -69.267 | 1,615 m |                                                                                               |
| Pico Lamina       | 70°32′S 68°45′O / -70.533, -68.750 | 1,280 m |                                                                                               |
| Monte Edred       | 70°35′S 69°0′O / -70.583, -69.000  | 2,195 m | La montaña más al Sur de la cordillera Douglas                                                |